# Dave Freeman Open 2012
Die Dave Freeman Open 2012 fanden vom 3. bis zum 5. Februar 2012 in San Diego statt. Es war die 55. Austragung dieser internationalen Meisterschaften im Badminton.

## Sieger und Platzierte
| Disziplin    | Gold                                | Silber                                  | Bronze                            |
| ------------ | ----------------------------------- | --------------------------------------- | --------------------------------- |
| Herreneinzel | Siraroj Phanpuchara                 | Jimmy Pohan                             | Nicholas Jinadasa                 |
| Herreneinzel | Siraroj Phanpuchara                 | Jimmy Pohan                             | Pratik Patel                      |
| Dameneinzel  | Bo Rong                             | Nicole Grether                          | Rulien Yeh                        |
| Dameneinzel  | Bo Rong                             | Nicole Grether                          | Charmaine Reid                    |
| Herrendoppel | Agusriadi Wijaya Amphie Matt He     | Leonard Holvy de Pauw Nguyễn Quang Minh | Kyle Emerick Sarun Vivatpatanakul |
| Herrendoppel | Agusriadi Wijaya Amphie Matt He     | Leonard Holvy de Pauw Nguyễn Quang Minh | Michael Buasan James Young        |
| Damendoppel  | Nicole Grether Charmaine Reid       | Bo Rong Jamie Subandhi                  | Emily Kan Jen Uy                  |
| Damendoppel  | Nicole Grether Charmaine Reid       | Bo Rong Jamie Subandhi                  | Rulan Yeh Rulien Yeh              |
| Mixed        | Sarun Vivatpatanakul Jamie Subandhi | Nguyễn Quang Minh Bo Rong               | Agusriadi Wijaya Amphie Jen Uy    |
| Mixed        | Sarun Vivatpatanakul Jamie Subandhi | Nguyễn Quang Minh Bo Rong               | Nicholas Jinadasa Rulan Yeh       |